# ياسمين فيغيروا
ياسمين فيغيروا هي نبالة فلبينية، ولدت في 20 مارس 1985 في توندو ‏ في الفلبين.

## وصلات خارجية
- ياسمين فيغيروا على موقع أوليمبيديا (الإنجليزية)